# Sakaryaspor
Sakaryaspor (celým názvem Sakarya Spor Kulübü) je turecký fotbalový klub z města Adapazarı, který byl založen v roce 1965. Svá domácí utkání hraje na stadionu Sakarya Atatürk Stadyumu s kapacitou 13 216 diváků. Klubové barvy jsou černá a zelená.

## Úspěchy
- Türkiye Kupası (turecký fotbalový pohár) - 1× vítěz (1987/88)[3]

## Výsledky v evropských pohárech
| Soutěž              | Sezóna  | Kolo    | Soupeř              | Doma | Venku | Celkem | Postup  |
| ------------------- | ------- | ------- | ------------------- | ---- | ----- | ------ | ------- |
| Pohár vítězů pohárů | 1988/89 | 1. kolo | Békéscsabai ESSC    | 2:0  | 0:1   | 2:1    | postup  |
| Pohár vítězů pohárů | 1988/89 | 2. kolo | Eintracht Frankfurt | 0:3  | 1:3   | 1:6    | vyřazen |